# Katharina van Naaldwijk
Katharina van Naaldwijk (Dordrecht, 22 september 1395 – Diepenveen, 12 december 1443) was de dochter van Hendrik III van Naaldwijk en Katharina van Heenvliet.
In 1412 trad Katharina toe tot het klooster van Zusters des Gemeenen Levens te Diepenveen. Daar werd zij in 1420 door priorin Salome Sticken aangewezen als subpriorin. Zij bekleedde deze functie tot omstreeks 1437.